# Reichsmark
El Reichsmark (en español: Marco imperial) fue la moneda oficial utilizada en Alemania desde 1924 hasta el 20 de junio de 1948. Fue reemplazada por el marco alemán (Deutsche Mark) en la República Federal de Alemania y por el marco de la RDA (Mark der DDR) en la República Democrática Alemana.
El Reichsmark fue introducido en 1924 para sustituir al Papiermark ('marco de papel') debido a la hiperinflación existente, que había alcanzado su cota máxima el año anterior. El cambio entre el antiguo Papiermark y el Reichsmark fue de 1 billón a 1. Con el fin de estabilizar la economía y suavizar la transición entre una moneda y otra, el Papiermark no fue sustituido directamente por el Reichsmark, sino por el Rentenmark ('marco de renta'), una especie de moneda interina acuñada por el Deutsche Rentenbank.

## Monedas

### Monedas de laRepública de Weimar
| Imagen | Valor | Metal              | Año de la primera emisión | Año de la última emisión |
| ------ | ----- | ------------------ | ------------------------- | ------------------------ |
|        | 1 ₰   | Bronce             | 1924                      | 1936                     |
|        | 2 ₰   | Bronce             | 1923                      | 1936                     |
|        | 4 ₰   | Bronce             | 1932                      | 1932                     |
|        | 5 ₰   | Bronce de aluminio | 1924                      | 1936                     |
|        | 10 ₰  | Bronce de aluminio | 1924                      | 1936                     |
|        | 50 ₰  | Níquel             | 1927                      | 1938                     |
|        | 50 ₰  | Aluminio           | 1935                      | 1935                     |
|        | 1 ℛℳ  | Plata              | 1925                      | 1927                     |
|        | 2 ℛℳ  | Plata              | 1925                      | 1931                     |
|        | 3 ℛℳ  | Plata              | 1931                      | 1933                     |
|        | 5 ℛℳ  | Plata              | 1927                      | 1933                     |

Las primeras monedas del Reichsmark, desde el mandato de Adolf Hitler, presentan unas variantes en sus valores, especialmente en el de 50 Reichspfennig. A continuación se muestra una tabla con los valores de las primeras monedas:

### Monedas de la preguerra
| Imagen | Valor | Metal              | Año de la primera emisión | Año de la última emisión |
| ------ | ----- | ------------------ | ------------------------- | ------------------------ |
|        | 1 ₰   | Bronce             | 1936                      | 1940                     |
|        | 2 ₰   | Bronce             | 1936                      | 1940                     |
|        | 5 ₰   | Bronce de aluminio | 1936                      | 1939                     |
|        | 10 ₰  | Bronce de aluminio | 1936                      | 1939                     |
|        | 50 ₰  | Níquel             | 1938                      | 1939                     |
|        | 1 ℛℳ  | Níquel             | 1933                      | 1939                     |
|        | 2 ℛℳ  | Plata              | 1936                      | 1939                     |
|        | 5 ℛℳ  | Plata              | 1936                      | 1939                     |

### Variantes
Los valores de 50 Reichspfennig y de 5 Reichsmark presentan variantes en sus diseños respecto a los mostrados anteriormente:
| Imagen | Valor | Metal    | Año de la primera emisión | Año de la última emisión |
| ------ | ----- | -------- | ------------------------- | ------------------------ |
|        | 50 ₰  | Aluminio | 1935                      | 1935                     |
|        | 5 ℛℳ  | Plata    | 1935                      | 1936                     |

### Monedas usadas en tiempos de guerra
Cuando la Alemania Nazi entró en guerra, el Reichsbank cambió la composición de las monedas circulantes. También sacó, en 1940, de la circulación las monedas de 2 Reichspfennig, y las de 1, y 5 Reichsmark. Los valores vigentes hasta la finalización de la guerra fueron los siguientes:
| Imagen | Valor | Metal    | Año de la primera emisión | Año de la última emisión |
| ------ | ----- | -------- | ------------------------- | ------------------------ |
|        | 1 ₰   | Zinc     | 1940                      | 1945                     |
|        | 5 ₰   | Zinc     | 1940                      | 1944                     |
|        | 10 ₰  | Zinc     | 1940                      | 1945                     |
|        | 50 ₰  | Aluminio | 1939                      | 1944                     |

### Monedas de la posguerra
Una vez que cayó el régimen nacionalsocialista liderado por Adolf Hitler, se quitaron de curso todas aquellas monedas que llevasen marcada la esvástica. Fueron sustituidas por monedas con los siguientes valores:
| Imagen | Valor | Metal | Año de la primera emisión | Año de la última emisión |
| ------ | ----- | ----- | ------------------------- | ------------------------ |
|        | 1 ₰   | Zinc  | 1945                      | 1946                     |
|        | 5 ₰   | Zinc  | 1947                      | 1948                     |
|        | 10 ₰  | Zinc  | 1945                      | 1948                     |

## Billetes
A continuación, una galería con imágenes de todos los billetes y sus respectivas denominaciones que circularon antes de la caída de la Alemania nazi:
| Imagen | Valor   |
| ------ | ------- |
|        | 5 ℛℳ    |
|        | 10 ℛℳ   |
|        | 20 ℛℳ   |
|        | 50 ℛℳ   |
|        | 100 ℛℳ  |
|        | 1000 ℛℳ |

### Dinero de ocupación
Durante la Segunda Guerra Mundial, los alemanes sustituían el dinero de los territorios capturados y lo reemplazaban con dinero provisional o de ocupación.
| Imagen | Valor         | Período de circulación |
| ------ | ------------- | ---------------------- |
|        | 50 ₰ (1/2 ℛℳ) | (1938-1945)            |
|        | 1 ℛℳ          | (1938-1945)            |
|        | 2 ℛℳ          | (1938-1945)            |
|        | 5 ℛℳ          | (1938-1945)            |
|        | 20 ℛℳ         | (1938-1945)            |
|        | 50 ℛℳ         | (1938-1945)            |

## Sustitución del Reichsmark

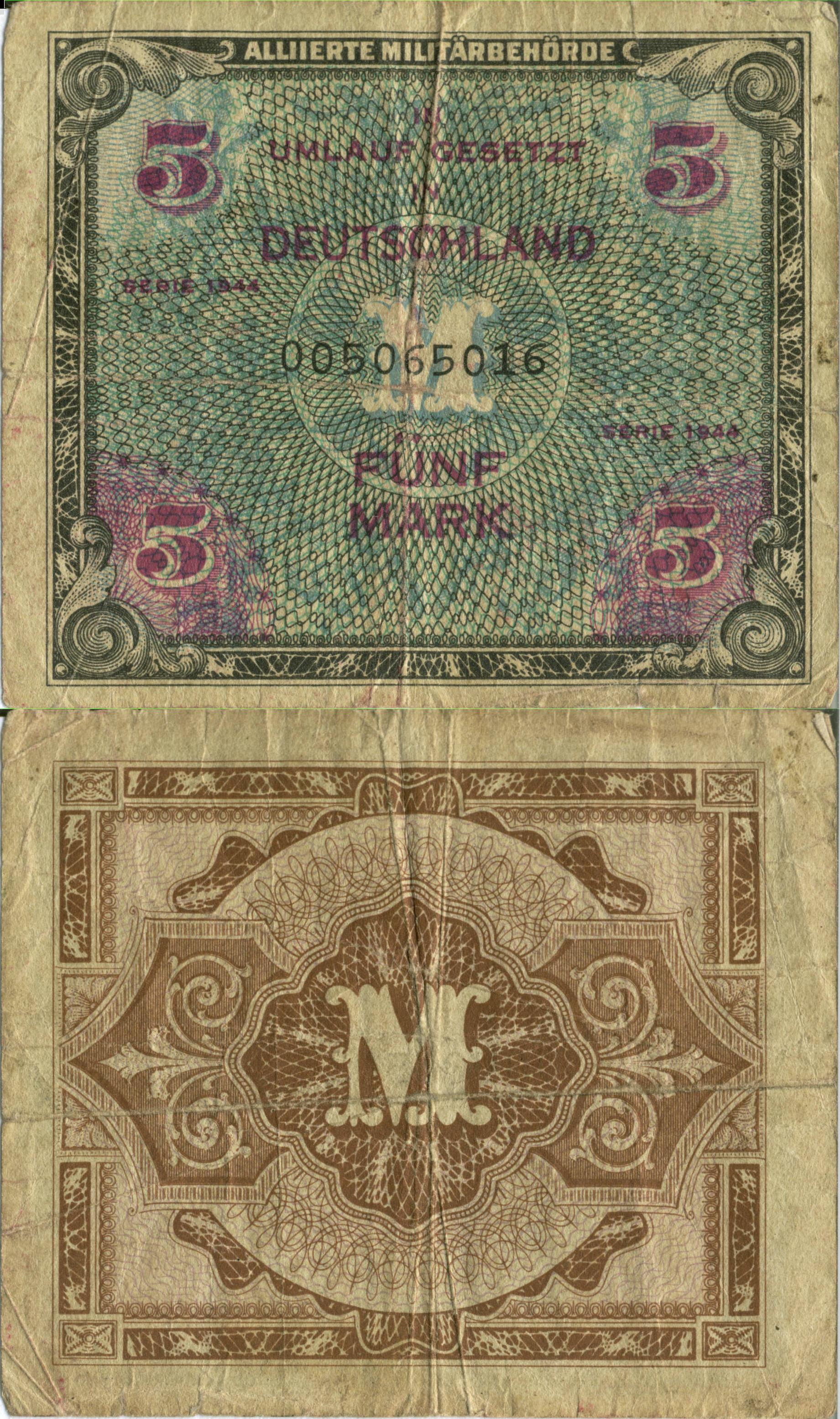
Anverso y reverso del marco militar aliado, de 1944.

Al terminar la Segunda Guerra Mundial en mayo de 1945, el Reichsmark siguió siendo utilizado como moneda en la Alemania ocupada por los Aliados y la Unión Soviética pero las potencias ocupantes realizaron sus nuevas emisiones de acuerdo a sus necesidades, sin regular la moneda de acuerdo a las antiguas normas de la época nazi. Este «marco de ocupación» era fácticamente igual al Reichsmark, pero emitido por la administración militar ocupante. En 1948 tanto angloestadounidenses como soviéticos retiraron de la circulación todos los billetes sobrevivientes del Reichsmark, reemplazándolos con «marcos de ocupación» y anulando el valor monetario de todas las emisiones anteriores.
Después de 1949, Alemania fue dividida en dos repúblicas: la República Federal de Alemania y la República Democrática Alemana. Cada país adoptó una nueva unidad monetaria. La Alemania Federal adoptó el marco alemán, mientras que la Alemania del Este utilizó el marco de la República Democrática Alemana hasta su desaparición el 3 de octubre de 1990, siendo reemplazada ésta por la moneda de la República Federal de Alemania.